# Wilhelm Kreuder
Wilhelm Kreuder (* 14. Dezember 1904 in Zeitz; † 6. April 1974 in Mörfelden-Walldorf) war ein deutscher Maler und Kunstpädagoge. 

## Leben
Nach der Oberrealschule in Offenbach am Main, die auch sein Bruder Ernst Kreuder (Schriftsteller/Büchnerpreis 1953) besuchte, machte er zunächst ein Praktikum als Forsteleve, obwohl er sich schon früh zur bildenden Kunst hingezogen fühlte. Seine Wanderjahre führten ihn über Hamburg nach Wien, wo er an der Kunstakademie Wien sein Kunststudium aufnahm. Von 1932 bis 1938 unternahm er ausgedehnte Reisen in den Orient (Balkan, Türkei, Persien und Afghanistan). 
1935 wurde Wilhelm Kreuder von der nationalsozialistisch dominierten Reichskulturkammer wegen "entarteter Kunst" ausgeschlossen und ging in die innere Emigration. Da er öffentlich das Judenpogrom als bestialisch verurteilte, wurde er 1938 verhaftet und zur politischen Umerziehung gezwungen. Bei Ausbruch des Krieges ist er schließlich in eine Strafkompanie nach Mannheim überstellt worden.
Schon kurz nach dem Zweiten Weltkrieg nahm er seine künstlerische Arbeit wieder auf. Zum Lebensunterhalt entstanden zahlreiche Porträts. Als Kursleiter an der Volkshochschule Mörfelden-Walldorf machte er sich auch als Kunstlehrer einen Namen. Zu seinem 90. Geburtstag widmete ihm die Stadt Mörfelden-Walldorf posthum eine umfangreiche und international beachtete Gedächtnisausstellung. Dennoch ist Wilhelm Kreuder heute fast vergessen.

## Quelle
- Nachlassverwaltung: Claudia Kreuder-Wächter